# سعد خير
سعد بشير سعيد باشا خير (1956- 9 ديسمبر 2009) هو ضابط استخبارات وعسكري أردني، شغل منصب مدير دائرة المخابرات العامة الأردنية بين عامي 2000 و2005، وحمل رتبة مشير، وهي أعلى رتبة عسكرية في الأردن. يُعد من أبرز رجالات الاستخبارات في العالم العربي خلال حقبة ما بعد هجمات 11 سبتمبر، ونال تقديرًا دوليًا لدوره في مكافحة الإرهاب. عُرف عنه قربه من القيادة الأردنية، وتعاونه المكثف مع الأجهزة الأمنية الغربية، خاصة وكالة المخابرات المركزية الأمريكية (CIA).

## النشأة والتعليم

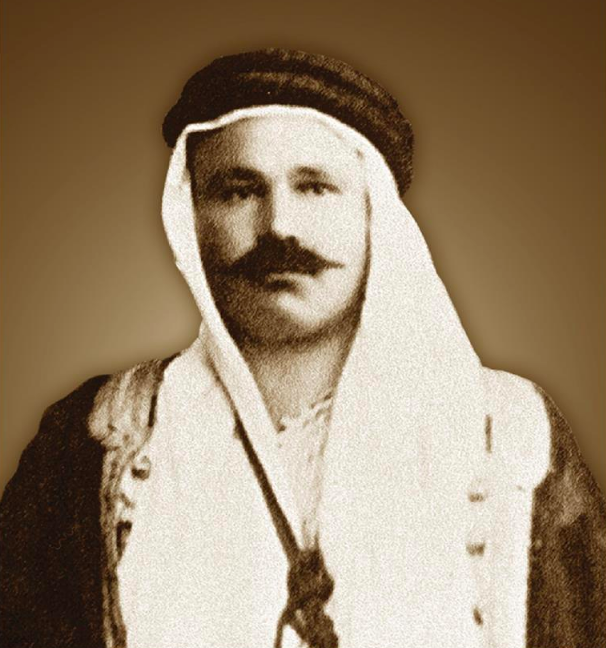
سعيد باشا خير، جد سعد خير.

وُلد سعد خير في الأردن حوالي عام 1956، في عائلة عسكرية بارزة، إذ كان والده اللواء بشير خير من كبار ضباط الجيش الأردني. التحق سعد بالقوات المسلحة الأردنية في شبابه، وتلقى تدريبات عسكرية وأمنية متقدمة داخل المملكة وخارجها. تميز بذكائه وانضباطه، ما مكّنه من الترقي السريع داخل المؤسسة الأمنية. جدّه هو سعيد باشا خير، عمدة عمّان، الأردن من عام 1920 إلى عام 1925. فهو أحد مؤسسين الأردن الحديث. خلال عهد الملك طلال كان جدّه بشير خير حاكم عمّان. وخلال فترة حكم الملك عبد الله الأول كان عمّه هاشم باشا خير وزير الداخلية ورئيس مجلس النواب.

## الحياة المهنية
عمل سعد خير في مديرية الاستخبارات العسكرية قبل انتقاله إلى دائرة المخابرات العامة. برز اسمه في عقد التسعينيات كضابط كفؤ يقود مهامًا معقدة بتكتم وفعالية. تولى مناصب قيادية داخل المخابرات، وأسهم في تعزيز التعاون الأمني مع الخارج. عُرف عنه قربه من دوائر صنع القرار وثقة القيادة السياسية به. بحلول أواخر التسعينيات، صار أحد نواب مدير المخابرات وأشرف على ملفات إقليمية هامة، بما في ذلك التنسيق الأمني مع دول الجوار ومع الشركاء الدوليين.

### فترة إدارة المخابرات العامة
في مايو 2000 عيّنه الملك عبد الله الثاني مديرًا عامًا لدائرة المخابرات العامة خلفًا لسلفه سميح البطيخي. قاد سعد خير الجهاز طوال فترة مطلع الألفية الجديدة (2000–2005)، التي شهدت أحداثًا مفصلية أبرزها هجمات 11 سبتمبر 2001 وما تلاها من حرب عالمية على الإرهاب. برز خير كحليف أساسي للولايات المتحدة في تلك الحقبة، حيث شاركت المخابرات الأردنية تحت قيادته بفعالية في برنامج الترحيل السري للمشتبهين بالإرهاب بالتعاون مع وكالة المخابرات المركزية الأمريكية (CIA). كما قدّم جهاز المخابرات معلومات ثمينة أحبطت عمليات إرهابية دولية. فعلى سبيل المثال، أسهم الأردن بمعلومات استخبارية أدت إلى إحباط مخططات لتنظيم القاعدة في مطلع العقد الأول من القرن الجديد. وشهدت الفترة أيضًا تنامي الخطر الإقليمي بعد غزو العراق 2003، فعمل خير على تأمين حدود الأردن ومنع تسلل المتطرفين، بالتنسيق مع القوات الأمريكية والبريطانية. في الداخل، واجهت المخابرات تحديات من خلايا متشددة مرتبطة بأبي مصعب الزرقاوي، وتم إفشال عدة مخططات تخريبية آنذاك. اكتسب سعد خير سمعة دولية كواحد من أمهر رجال الاستخبارات العرب في حقبة ما بعد 2001. كان يُنظر إليه على أنه «رجل واشنطن الأول» في المنطقة لما قدمه من دعم.
تُنسب إليه العديد من الإنجازات منها: تفكيك خلية الزرقاوي الكيميائية عام 2004، التي كانت تخطط لهجوم كبير في عمّان. والكشف عن قتلة الدبلوماسي الأمريكي لورنس فولي في عمان عام 2002، واعتقالهم بسرعة. كان له أيضًا دور غير مباشر في عملية اغتيال أبو مصعب الزرقاوي عام 2006، عبر تقديم معلومات استخباراتية لقوات التحالف. عزّز سعد أيضًا التنسيق مع الحلفاء في أوروبا والولايات المتحدة، ما أدى إلى إحباط مخططات إرهابية عالميًا. حصل سعد على رتبة المشير الميداني بعد اربع سنوات وأكثر كمدير للمخابرات العامة. (تشرين الثاني عام 2000- أيار عام 2005) كما انه أمر بإنشاء جهاز الأمن القومي الأردني. التعليمات لم توضح دور الوكالة الجديدة، كانت تعتقد  بأنها ستكون بمثابة هيئة التنسيق بين جميع أقسام الأمن الأردني، بما فيها الشرطة.

رفّعه الملك عبد الله الثاني في الخامس من مايو 2005 إلى رتبة مشير، ووجّه رسالة إلى خير أعرب فيها عن تقديره لجهوده وعطائه: 
«أما اليوم وأنت تغادر موقعك في قيادة هذا الجهاز لتحل في منصب آخر هو بالأهمية بمكان، فإنني اشكرك كل الشكر على جهودك المخلصة وعطائك المتميز وأصدر إرادتي بترفيعك إلى رتبة مشير وتعيينك مستشاراً لي لشؤون الأمن ومدير للأمن الوطني بحيث تعمل على إنشاء وكالة للأمن الوطني.»
نال تقديرًا عالميًا، وأشاد به مدير CIA الأسبق جورج تينيت، واعتُبر مصدر إلهام لشخصية «هاني سلام» في فيلم كتلة أكاذيب (بالإنجليزية: Body of Lies) (2008) للمخرج ريدلي سكوت، الذي جسّد دور رئيس مخابرات أردني بارع.

## الإلهام وراء شخصية «هاني سلام»
يتضمن الفيلم الشهير كتلة أكاذيب (بالإنجليزية: Body of Lies) شخصية ضابط مخابرات أردني يُدعى «هاني سلام»، وقد أشير إلى أن هذه الشخصية مستوحاة بشكل كبير من شخصية سعد خير، الذي شغل منصب مدير دائرة المخابرات العامة الأردنية لمدة ست سنوات. مصدر هذه المعلومة هو الكاتب الأمريكي ديفيد إغناتيوس، مؤلف الرواية التي اقتُبس عنها الفيلم. حيث تحدث ديفيد إغناتيوس عن لقائه بسعد خير، حيث استلهم منه بناء شخصية «هاني سلام». وتبيّن أن بعض المشاهد في الرواية والفيلم مأخوذة مباشرة من تجارب سعد خير الحقيقية أثناء قيادته للجهاز الاستخباري. من بين أبرز هذه المشاهد، مشهد «هاني سلام» وهو يواجه أحد الجهاديين ويجبره على التحدث مع والدته عبر الهاتف؛ الهدف كان الضغط عليه نفسيًا لحثّه على التعاون مع الحكومة الأردنية. هذه الحادثة مبنية على واقعة حقيقية جرت في مدينة شرق أوروبية، حيث تمكن سعد خير وفريقه من تتبع جهادي متخفٍّ في شقة سكنية، ولجأ إلى ذات الأسلوب العاطفي كوسيلة استخباراتية ذكية. الفيلم كذلك يصور مقر المخابرات بأنه يحمل اسمًا مرعبًا وهو «العمارة الزرقاء» أو «مصنع الأظافر» (The Fingernail Factory)، وهو وصف شاع عن فندق محمد رسول (العمارة القديمة للمخابرات) بسبب سمعته في الأوساط الاستخباراتية والسرية المحيطة به، مما يعزز واقعية الفيلم في تصويره للهيبة والخوف المرتبطين بجهاز المخابرات الأردني. جسّد الممثل البريطاني مارك سترونج شخصية «هاني سلام» في الفيلم، وقد نال أداءه إشادة نقدية خاصة لقدرته على الجمع بين الكاريزما والغموض، وهي صفات قال ديفيد إغناتيوس إنها تمثل شخصية سعد خير الحقيقية.

## الوفاة
توفي سعد خير في 9 ديسمبر 2009 عن 58 عامًا تقريبًا، إثر نوبة قلبية أثناء إقامته في أحد فنادق فيينا، النمسا. نُقل جثمانه إلى عمّان ودُفِن في 10 ديسمبر بمراسم عسكرية. أثار رحيله المفاجئ تكهنات نظرًا لغياب تفاصيل رسمية، بينما نعته الصحافة الدولية، وامتدحته صحيفة واشنطن بوست كأحد «أمهر عقول الاستخبارات في الشرق الأوسط».

## الجدل والاتهامات
رغم نجاحاته، واجه سعد خير بعض الانتقادات. فقد رأى مراقبون أن نفوذ المخابرات في عهده ازداد داخليًا بشكل مفرط أحيانًا. أثار رغم إنجازاته جدلًا في عدة ملفات، منها الانتهاكات الحقوقية. اتُّهم الجهاز في عهده بالمشاركة في برنامج النقل السري للمعتقلين (extraordinary rendition)، الذي شمل استجواب مشتبهين بالإرهاب في دول غير خاضعة للمساءلة القانونية. والنفوذ السياسي، حيث نُسب للجهاز في عهده تدخلات في التعيينات السياسية والضغط على شخصيات معارضة. وكانت هناك مشاكل بخصوص ملف فلسطينيي الأردن. كما رُوجت اتهامات لم يثبت صحتها بتورطه في تجارة نفط غير رسمية. إحدى أكبر المشاكل هي الحسابات المصرفية السرية؛ إذ بعد وفاته، كشفت تقارير صحفية استقصائية عن امتلاكه حسابات بنكية في سويسرا بأموال طائلة تجاوزت 28 مليون فرنك سويسري، ما أثار الشبهات، رغم عدم فتح تحقيق رسمي.